# هادی افتخارزاده
هادی افتخارزاده (زادهٔ ۱۳۴۵ در مراغه) بازیگر سینما، تئاتر و تلویزیون اهل ایران است.
وی دانش‌آموخته بازیگری دانشکده هنرهای زیبا (دانشگاه تهران) بوده و و در سال ۲۰۱۷ از چهل و پنجمین جشنواره فیلم ملل اتریش برای بازی در فیلم کوتاه گورمردها جایزه بهترین بازیگر مرد را دریافت کرده‌است.
همچنین جایزه بازیگری فیلم سینمایی زغال (کومور) از نهمین فستیوال ImagineIndia در سال ۲۰۲۱ را از بارسلون دریافت نموده‌است.

## زندگی و حرفه
هادی افتخارزاده فارغ‌التحصیل رشته بازیگری از دانشکده هنرهای زیبای دانشگاه تهران است. وی کار هنری خود را با ساخت فیلم‌های کوتاه از سال ۱۳۶۳ آغاز و پس از ورود به دانشگاه و تحصیل در رشته بازیگری به حرفه بازیگری فیلم و تئاتر و تلویزیون روی آورد. وی مدرس فیلمسازی و بازیگری در دانشگاه‌ها و انجمن سینمای جوانان و انجمن نمایش بوده و همچنین داور جشنواره‌های مختلف تئاتر و فیلم ازجمله نخستین جشنواره فیلم کوتاه تبریز در سال ۱۳۹۶ بوده‌است.

## فعالیت‌ها

### سینما
|    | سال  | نام فیلم        | کارگردان                 | سمت                     |
| -- | ---- | --------------- | ------------------------ | ----------------------- |
| ۱  | ۱۳۷۰ | دو نفر و نصفی   | یدالله صمدی              | بازیگر، دستیار کارگردان |
| ۲  | ۱۳۹۴ | دومان           | نادر ساعی ور رضا آزادگر  | بازیگر                  |
| ۳  | ۱۳۹۵ | زغال (کومور)    | اسماعیل منصف             | بازیگر                  |
| ۴  | ۱۳۹۶ | مرز             | علی ابدالی               | بازیگر                  |
| ۵  | ۱۳۹۷ | قابان           | سیاوش راد                | بازیگر                  |
| ۶  | ۱۳۹۷ | نامو            | نادر ساعی ور             | بازیگر                  |
| ۷  | ۱۳۹۷ | پوست            | بهمن و بهرام ارک         | بازیگر                  |
| ۸  | ۱۳۹۸ | خط فرضی         | فرنوش صمدی               | بازیگر                  |
| ۹  | ۱۳۹۹ | پسر انسان       | سپیده میرحسینی           | بازیگر                  |
| ۱۰ | ۱۴۰۰ | رگ‌های آبی       | جهانگیر کوثری            | بازیگر                  |
| ۱۱ | ۱۴۰۰ | کسی نبودبپرسد   | مسعود طهماسبی            | بازیگر                  |
| ۱۲ | ۱۴۰۰ | در سرزمین برادر | علیرضا قاسمی رهاامیرفضلی | بازیگر                  |
| ۱۳ | ۱۴۰۲ | خاکستر          | بهزادحق سالمی            | بازیگر                  |
| ۱۴ | ۱۴۰۳ | کاور            | وحیدالوندیفر             | بازیگر                  |
| ۱۵ | ۱۴۰۳ | آنتیک           | هادی نائیجی              | بازیگر                  |
| ۱۶ | ۱۴۰۳ | رها (فیلم ۱۴۰۳) | حسام فرهمند              | بازیگر                  |

### تله فیلم[نیازمند منبع]
|    | سال  | نام فیلم        | کارگردان        | سمت                           | شبکه               |
| -- | ---- | --------------- | --------------- | ----------------------------- | ------------------ |
| ۱  | ۱۳۶۷ | الو             | منوچهر طهماسبی  | دستیار کارگردان               | سهند               |
| ۲  | ۱۳۷۲ | گردان آفتاب     | علی لدنی        | بازیگر                        | ۱                  |
| ۳  | ۱۳۷۲ | آقای اقتصادی    | مسعود فروتن     | بازیگر                        | ۱                  |
| ۴  | ۱۳۸۱ | بهای بازگشت     | محمد جعفری      | بازیگر                        | آذربایجان غربی     |
| ۵  | ۱۳۸۳ | رویای پنجره     | حسین فضل الهی   | بازیگر                        | آذربایجان غربی     |
| ۶  | ۱۳۸۳ | عطرگل‌های رازقی  | سعید جلوه گری   | بازیگر                        | موسسه سیمافام      |
| ۷  | ۱۳۸۴ | آسو             | بهرام قوی بنیه  | بازیگر                        | ۱                  |
| ۸  | ۱۳۸۵ | بگو باران ببارد | احدعبادی        | بازیگر                        | آذربایجان غربی     |
| ۹  | ۱۳۸۶ | عطر باران       | رامین اصغری     | بازیگر                        | آذربایجان غربی     |
| ۱۰ | ۱۳۸۶ | مه‌لقا           | حسین پورستار    | بازیگر                        | سهند               |
| ۱۱ | ۱۳۸۷ | آهسته نگاهم کن  | بابک لطفی       | بازیگر                        | آذربایجان غربی     |
| ۱۲ | ۱۳۸۷ | باغ آینه        | حسن محمدزاده    | بازیگر                        | آذربایجان غربی     |
| ۱۳ | ۱۳۸۷ | هاوار           | احدعبادی        | بازیگر بازیگردان              | آذربایجان غربی     |
| ۱۴ | ۱۳۸۷ | گمشده           | آرش رفیعی       | بازیگر                        | آذربایجان غربی     |
| ۱۵ | ۱۳۸۹ | ردپای عشایر     | احدعبادی        | بازیگر مدیرتولید              | آذربایجان غربی     |
| ۱۶ | ۱۳۸۹ | اریشته          | احدعبادی        | مدیرتولید                     | آذربایجان غربی     |
| ۱۷ | ۱۳۸۹ | حریم            | رامین اصغری     | بازیگر                        | آذربایجان غربی     |
| ۱۸ | ۱۳۸۹ | ماهیان خاک      | امین سیمین مرام | مدیرتولید                     | آذربایجان غربی     |
| ۱۹ | ۱۳۸۹ | نمایش تمام شد   | افشین علیزاده   | بازیگر                        | سهند               |
| ۲۰ | ۱۳۹۰ | مثل نسیم        | احدعبادی        | بازیگر _ طراح صحنه _بازیگردان | آذربایجان غربی     |
| ۲۱ | ۱۳۹۱ | سایه‌های سرد     | حسین پورستار    | بازیگر                        | سهند               |
| ۲۲ | ۱۳۹۴ | زمان ازدست رفته | احد عبادی       | بازیگر                        | آذربایجان غربی     |
| ۲۳ | ۱۳۹۶ | صاحبدلان        | رضا قنبرزاده    | بازیگر                        | ناجی هنر           |
| ۲۴ | ۱۳۹۷ | دلتا            | علیرضا خسروی    | بازیگر                        | ۵                  |
| ۲۵ | ۱۳۹۸ | خوشهٔ مهر        | رحیم مرتضی وند  | مدیرتولید                     | سینمای مستندوتجربی |
| ۲۶ | ۱۴۰۱ | ۱۶۹             | میثم لطفعلی     | بازیگر                        | سیمافیلم           |

### سریال تلویزیونی[نیازمند منبع]
|    | سال  | نام سریال     | کارگردان                      | سمت          | شبکه           |
| -- | ---- | ------------- | ----------------------------- | ------------ | -------------- |
| ۱  | ۱۳۷۱ | سی ونه        | داریوش کاردان                 | بازیگر       | ۲              |
| ۲  | ۱۳۸۰ | شب‌های سبز     | منصور باغبان                  | بازیگر       | آذربایجان غربی |
| ۳  | ۱۳۸۱ | دومان         | مهدی خاکی                     | بازیگر       | آذربایجان غربی |
| ۴  | ۱۳۸۲ | سیمای مراغه   | مسلم پوررستم                  | نویسنده مجری | سهند           |
| ۵  | ۱۳۸۵ | باریشاق       | مجید خردمندی                  | بازیگر       | آذربایجان غربی |
| ۶  | ۱۳۸۸ | درمسیر رود    | احدعبادی                      | مدیرتولید    | آذربایجان غربی |
| ۷  | ۱۳۸۸ | مسافر چی چست  | مجید مظفری                    | بازیگر       | آذربایجان غربی |
| ۸  | ۱۳۹۰ | کشتی آسمانی   | احدعبادی                      | مدیرتولید    | سهند           |
| ۹  | ۱۳۹۳ | آیریلیق       | یونس مقدم                     | بازیگر       | سهند           |
| ۱۰ | ۱۳۹۴ | طاهره         | نادر ساعی ور- قربانعلی طاهرفر | بازیگر       | سهند           |
| ۱۱ | ۱۳۹۵ | تبریزلی تاجیر | نادر ساعی ور- قربانعلی طاهرفر | بازیگر       | سهند           |
| ۱۲ | ۱۳۹۶ | آنام          | جواد افشار                    | بازیگر       | ۳              |
| ۱۳ | ۱۳۹۸ | جلال          | حسن نجفی                      | بازیگر       | ۱              |
| ۱۴ | ۱۳۹۹ | جلال ۲        | حسن نجفی                      | بازیگر       | ۱              |
| ۱۵ | ۱۴۰۰ | هنرستان       | احد عبادی                     | بازیگر       | آذربایجان غربی |
| ۱۶ | ۱۴۰۰ | آتش و باد     | مجتبی راعی                    | بازیگر       | ۳              |
| ۱۷ | ۱۴۰۱ | دیگران        | ابراهیم شیبانی                | بازیگر       | ۳              |
| ۱۸ | ۱۴۰۲ | آژیر          | رامین اصغری                   | بازیگر       | آذربایجان غربی |
| ۱۹ | ۱۴۰۴ | جایی برای همه | محسن کریمیان                  | بازیگر       | ۲              |

### سریال خانگی
|   | سال  | نام سریال  | کارگردان    | سمت    | شبکه        |
| - | ---- | ---------- | ----------- | ------ | ----------- |
| ۱ | ۱۴۰۱ | آکتور      | نیما جاویدی | بازیگر | سریال خانگی |
| ۲ | ۱۴۰۲ | گناه فرشته | حامد عنقا   | بازیگر | سریال خانگی |
| ۳ | ۱۴۰۳ | آبان       | رضا دادویی  | بازیگر | سریال خانگی |
| ۴ | ۱۴۰۳ | بی عاطفه   | کمال تبریزی | بازیگر | سریال خانگی |

### فیلم کوتاه[نیازمند منبع]
- ۱–۱۳۶۳ خواهی ماند (تدوینگر_نویسنده_کارگردان)
- ۲–۱۳۶۴ شکست (بهروز قلمی) تدوینگر
- ۳–۱۳۶۵بی پایان (تدوینگر_نویسنده_کارگردان)
- ۴–۱۳۶۶ واله (تدوینگر_نویسنده_کارگردان)
- ۵–۱۳۶۶ زنگ (نویسنده و کارگردان)
- ۶–۱۳۶۷ یادگاردوست (نویسنده و کارگردان)
- ۷–۱۳۶۷شبگرد (رحیم عباسیان) فیلمبردار و تدوینگر
- ۸–۱۳۶۷ یول (حسن امیری) بازیگر
- ۹–۱۳۶۸ نور (نویسنده و کارگردان)
- ۱۰–۱۳۷۰ مهر نسیم (بهروز صمدمطلق) دستیار کارگردان
- ۱۱–۱۳۷۱ سفری به افغانستان (مهرداد گودرزپور) دستیار فیلمبردار
- ۱۲–۱۳۷۱ مشق عید (مهرداد گودرزپور) دستیار فیلمبردار
- ۱۳–۱۳۷۲ تا اوج (محمدعرب) برنامه‌ریز
- ۱۴–۱۳۷۶ مهام (تدوین، نویسنده و کارگردان)
- ۱۵–۱۳۷۹ ص مثل صابون (تدوین، نویسنده و کارگردان)
- ۱۶–۱۳۸۰ شکستن (نویسنده و کارگردان)
- ۱۷–۱۳۸۱ آبی (فرهاد منصوری) فیلمبردار و تدوینگر
- ۱۸–۱۳۸۳ روزگار (احدعبادی) بازیگر
- ۱۹–۱۳۸۸ خدا همین نزدیکیست (علی مردمی) بازیگر
- ۲۰–۱۳۹۱ یک لحظه دیرتر (یوسف یزدانی) بازیگر
- ۲۱–۱۳۹۲ مرثیه ای برای شب (یوسف کارگر) بازیگر
- ۲۲–۱۳۹۳آغی (یوسف کارگر) بازیگر
- ۲۳–۱۳۹۴گورمردها (علی مردمی) بازیگر
- ۲۴–۱۳۹۵ پسر (یوسف یزدانی) بازیگر
- ۲۵–۱۳۹۵سورا (وحید معصومی) بازیگر
- ۲۶–۱۳۹۶ سلاخ (رسول ایرانزاد) بازیگر
- ۲۷–۱۳۹۶ کاور (وحید الوندی فر) بازیگر
- ۲۸–۱۳۹۷ بالام (مهدی حیدری) بازیگر
- ۲۹–۱۳۹۷ اف اف (پردیس افتخارزاده) نویسنده و تدوینگر
- ۳۰–۱۳۹۸ آی سان (رضاجوانشیر) بازیگر
- ۳۱–۱۳۹۸ حرف‌های شبانه (امیدعبدالهی) بازیگر
- ۳۲--۱۳۹۹ دیلمانج (نگار تقوی) بازیگر
- ۳۳--۱۳۹۹ گرگ (حسین هجرتی) بازیگر
- ۳۴--۱۳۹۹ بشقاب (رعنا واعظی-عذرا خوان خواجه) بازیگر
- ۳۵--۱۴۰۰ مرثیه آیدا (مهراد نونهال) بازیگر
- ۳۶--۱۴۰۰ مریضخانه مرکزی (وحید نامی-نوید نامی) بازیگر
- ۳۷--۱۴۰۰ موخوره (علیرضا کاظمی پور) بازیگر
- ۳۸--۱۴۰۰ کشتن درمانی (وحید الوندی فر) بازیگر
- ۳۹--۱۴۰۰ گراوید (امیر اسکندریان) بازیگر
- ۴۰--۱۴۰۱ مارال (پرینازمهری) بازیگر
- ۴۱--۱۴۰۱ مامورخرید (علی توکلی) بازیگر
- ۴۲--۱۴۰۱ ترازو (میثم لطفعلی) بازیگر
- ۴۳--۱۴۰۱ ایپ (رامین کاظمی) بازیگر
- ۴۴--۱۴۰۲ قمارباز (رضاآذران) بازیگر
- ۴۵--۱۴۰۳ پاکبان (محمودعظیمی) بازیگر

### کتاب
نمایشنامه مجسمه 
انتشارات گیوا
۱۴۰۳

### تئاتر[نیازمند منبع]
- ۱–۱۳۷۰ قربانی (بازیگر)
- ۲–۱۳۷۱ شیخ صنعان و دختر ترسا (بازیگر)
- ۳–۱۳۷۱ شب توصیف سحر (بازیگر)
- ۴–۱۳۷۲ شهر مدهوشان (بازیگر)
- ۵–۱۳۷۳ مهاجران (کارگردان)
- ۶–۱۳۷۴ ققنوس سربی (بازیگر_کارگردان)
- ۷–۱۳۷۵ رؤیای رویش (نویسنده_کارگردان)
- ۸–۱۳۷۶ معرکه آوا (بازیگر)
- ۹–۱۳۸۰ تبار آتش (طراح صحنه)
- ۱۰–۱۳۸۲ پایکوبی (طراح صحنه)
- ۱۱–۱۳۸۲ روز سرخ (طراح صحنه_کارگردان)
- ۱۲–۱۳۸۳ ویروس (بازیگر)
- ۱۳–۱۳۸۴ بای سیکل ران (بازیگر)
- ۱۴–۱۳۹۰ شب‌های بارانی (بازیگر)
- ۱۵–۱۳۹۱ گزارش به بالا (بازیگر)
- ۱۶–۱۳۹۳ دایره (بازیگر)
- ۱۷–۱۳۹۴ آفتاب مهتاب (نویسنده و کارگردان)
- ۱۸–۱۳۹۴ ناتمام (طراح صحنه ولباس_کارگردان)
- ۱۹–۱۳۹۴ خطوط مدادی روی صفحه سفید خالی (بازیگر)
- ۲۰–۱۳۹۵ سایه‌ها و باد (بازیگر)
- ۲۱–۱۳۹۵ قصه گرگ گرسنه (طراح و کارگردان)
- ۲۲–۱۳۹۶ زنی که تابستان گذشته رسید (بازیگر)
- ۲۳–۱۳۹۷ تولدی بر مرگ (بازیگر)
- ۲۴–۱۳۹۷ پیله (نویسنده و کارگردان)
- ۲۵–۱۳۹۷ پرسه‌های موازی (صداپیشه)
- ۲۶–۱۳۹۸ دن کامیلو (بازیگر)
- ۲۷–۱۳۹۸ آش سرخ پشت پا (کارگردان)
- ۲۸–۱۳۹۸ سیبی که نصف نشد (طراح و کارگردان)